# 김재광
김재광(金在光, 1922년 5월 21일~1993년 1월 3일)은 대한민국의 정치인이다. 제6·7·8·9·10·12·13·14대 국회의원을 지냈으며 제13대 국회 당시 국회부의장을 지냈다.

## 생애
1922년 5월 21일, 일제강점기 조선 충청북도 청주군 오창면에서 태어났다. 1941년 청주고등보통학교를 졸업했으며 건국대학교 정치대학에서 정치외교학 학사 학위를 받았다.
1956년에 치러진 지방선거를 통해 초대 서울특별시의원이 되었으며 1960년에 치러진 지방선거에서 재선 서울특별시의원이 되었다. 하지만 5·16 군사정변으로 인해 정치 활동이 규제되었다.
1963년에 치러진 대한민국 제6대 국회의원 선거에서 민정당 후보로 서울 서대문구 갑 선거구에 출마해 40.16%의 득표율로 당선되었다. 하지만 6대 국회의원 임기 중 한일기본조약에 반대하면서 의원직에서 사퇴했다. 이후 신민당 소속으로 서대문구 갑 선거구에 출마해 64.62%의 득표율로 제7대 국회의원에 당선되었으며 제8대 국회의원 선거에서도 같은 선거구에서 당선되면서 3선 국회의원이 되었다. 8대 국회의원 임기 동안 신민당 원내총무 등의 직책을 지냈다.
제9대 국회의원 선거를 앞두고 신민당을 탈당하여 무소속으로 서울 서대문구 선거구에 출마해 당선되었다. 이어 신민당 소속으로 같은 선거구에 출마해 제10대 국회의원으로 당선되었다.
12·12 군사 반란으로 인해 신군부에 의해 정치활동 규제를 당하기도 했으며 규제가 해금된 이후 제12대 국회의원 선거에서 신한민주당 소속으로 서대문구·은평구 선거구에 출마해 당선되었다. 1987년 6월, 신한민주당을 탈당했으며 통일민주당에 입당했다. 제13대 국회의원 선거에서 통일민주당 후보로 은평구 을 선거구에서 당선되면서 7선 의원 고지에 올랐다. 제13대 국회 임기 동안 국회부의장을 지냈다. 3당 합당 이후로는 민주자유당에 속했다. 제14대 국회의원 선거를 앞두고 전국구 순번 3번으로 공천되었으며 선거 결과 당선권에 들면서 8선 국회의원이 되었다.
1993년 1월 3일, 지병으로 인해 세브란스병원에서 사망했다. 사망 이후 국민훈장 무궁화장이 추서되었다.

## 학력
- 1941년 청주고등보통학교 졸업
- 1960년 건국대학교 정치외교학 학사

## 역대 선거 결과
|  | 40.16% |

|  | 64.62% |

|  | 73.19% |

|  | 31.29% |

|  | 54.85% |

|  | 48.51% |

|  | 26.13% |

|  | 38.5% |

## 소속 정당
| 소속 정당 | 소속 정당  | 소속 기간 | 비고           |
| --------- | ---------- | --------- | -------------- |
|           | 민주당     | 1956~1960 | 정계 입문      |
|           | 무소속     | 1960      | 정당 해산      |
|           | 신민당     | 1960~1961 | 창당           |
|           | 무소속     | 1961~1963 | 정당 해산      |
|           | 민정당     | 1963~1965 | 입당           |
|           | 민중당     | 1965      | 합당           |
|           | 무소속     | 1965~1966 | 탈당           |
|           | 신한당     | 1966~1967 | 창당           |
|           | 신민당     | 1967~1969 | 합당           |
|           | 무소속     | 1969      | 자진 정당 해산 |
|           | 신민당     | 1969~1973 | 정당 재등록    |
|           | 무소속     | 1973~1974 | 탈당           |
|           | 신민당     | 1974~1980 | 복당           |
|           | 무소속     | 1980~1985 | 정당 해산      |
|           | 신한민주당 | 1985~1987 | 창당           |
|           | 무소속     | 1987      | 탈당           |
|           | 통일민주당 | 1987~1990 | 창당           |
|           | 민주자유당 | 1990~1993 | 합당 사망      |

## 같이 보기
- 서대문구 갑 (1950년 선거구)
- 서울 서대문구의 국회의원
- 서대문구 (1973년 선거구)
- 서대문구·은평구
- 서울 은평구의 국회의원
- 은평구 을
- 대한민국의 국회부의장
- 대한민국 제14대 국회의원 선거 민주자유당 후보 목록#전국구